# Reichskulturkammer

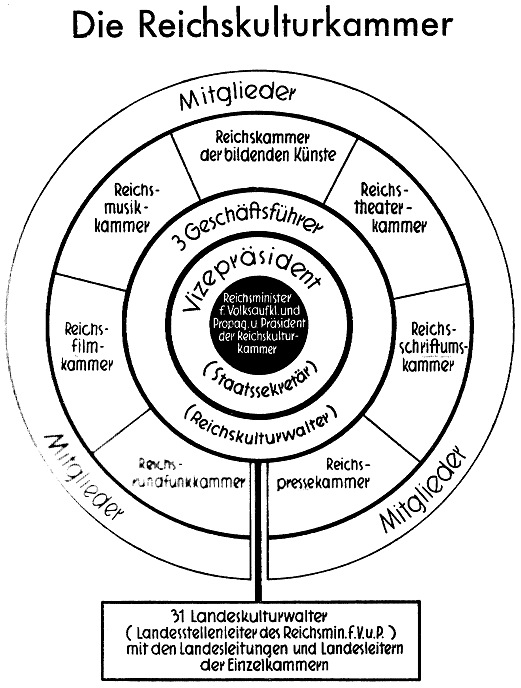
Reichskulturkammer 1937

Die Reichskulturkammer (RKK) war eine auf Betreiben des Reichsministers für Volksaufklärung und Propaganda Joseph Goebbels durch das von der Reichsregierung am 22. September 1933 beschlossene Reichskulturkammergesetz gegründete Institution und ein Instrument der nationalsozialistischen Kulturpolitik zur Gleichschaltung aller Bereiche des Kulturlebens und zur Regelung der sozialen und wirtschaftlichen Belange der Kulturschaffenden. Die Reichskulturkammer hatte ihren Sitz in Berlin. Während die Verwaltung gemeinsam mit dem Reichsministerium für Volksaufklärung und Propaganda am Wilhelmplatz 8/9 untergebracht war, verteilten sich die übrigen Kammern und Verbände über zahlreiche Dienstsitze im gesamten Stadtgebiet.

## Gründung
Die nachträgliche Legitimation der RKK ergab sich durch die Erste Verordnung zur Durchführung des Reichskulturkammergesetz vom 1. November 1933. Joseph Goebbels schuf damit ad hoc eine berufsständische Dachorganisation mit Zwangsmitgliedschaft für alle im Kulturbereich tätigen Deutschen als Maßnahme zur Abwehr von Kontrollansprüchen der von Robert Ley geführten Deutschen Arbeitsfront (DAF). Diese war im Sommer 1933 bestrebt, die Zwangsmitgliedschaft in der DAF auch auf die Künstler auszudehnen.

## Aufgaben

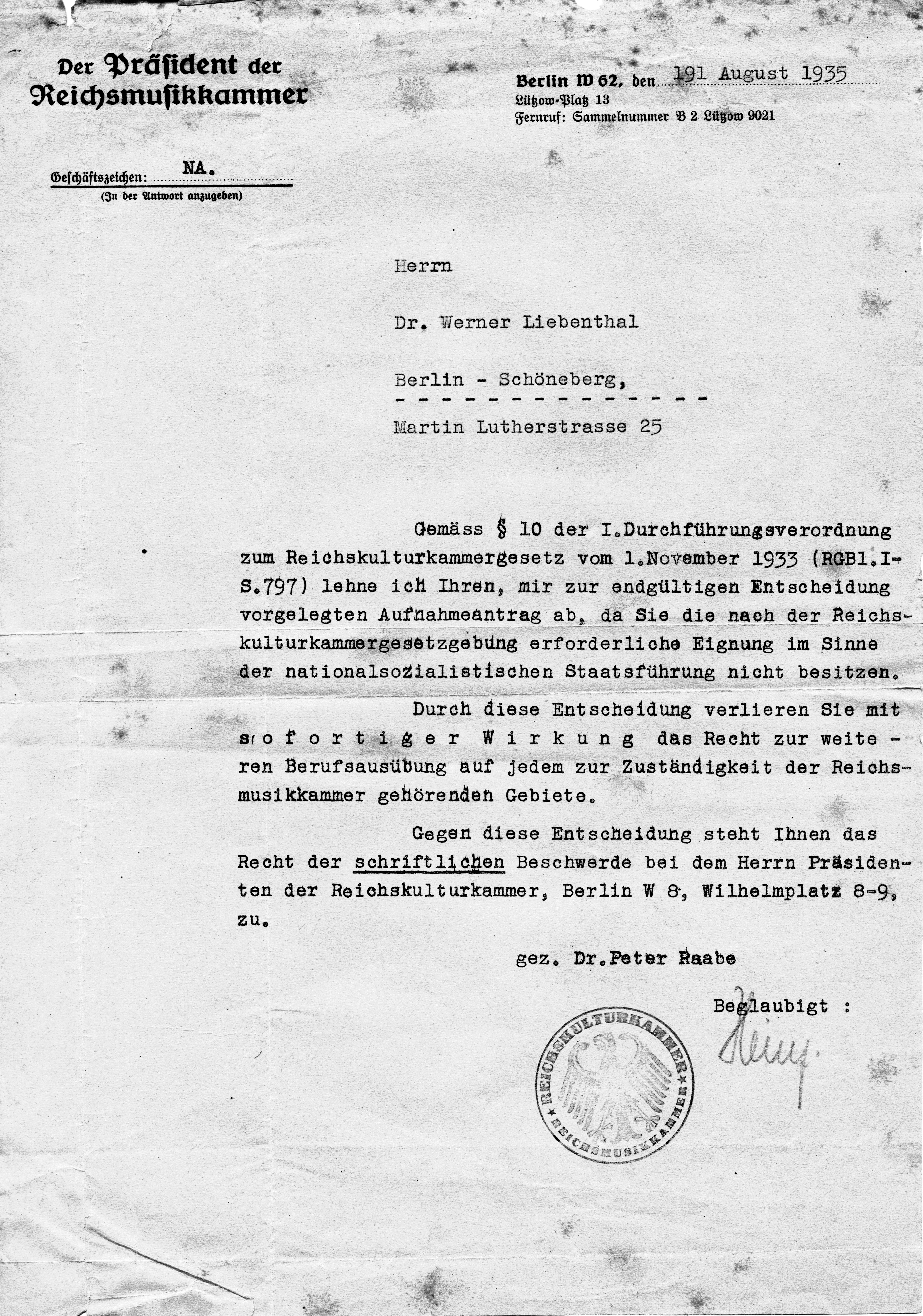
Berufsverbot für den Berliner Musiker Werner Liebenthal, unterzeichnet von Peter Raabe, 9. August 1935

Das Hauptziel der Reichskulturkammer war die staatliche Organisation und Überwachung bzw. Kontrolle der Kultur. Demnach diente die Reichskulturkammer der Gleichschaltung der Kultur, um alle gesellschaftlichen Bereiche zu kontrollieren. Wer Kunst- und im weitesten Sinne Kulturschaffender war, musste der jeweils für ihn zuständigen Einzelkammer angehören. Wer keinen Ariernachweis erbringen konnte, wurde nicht aufgenommen oder, soweit er schon einer Kammer angehörte, wieder ausgeschlossen. Ende 1936 verschärfte Goebbels streng vertraulich diese Richtlinie, indem nunmehr auch „sämtliche mit Halb- und Vierteljuden verheiratete“ als „jüdisch Versippte“ einbezogen wurden. Dies kam einem Berufsverbot gleich, das in erster Linie jüdische Kulturschaffende, aber auch solche Künstler betraf, die aus Sicht des Nazi-Regimes „Entartete Kunst“ produzierten und von Goebbels verächtlich als „Kulturbolschewisten“ bezeichnet wurden.
1936 wurde die Moderne Kunst verboten und viele Kunstwerke wurden aus den Museen entfernt. Zahlreiche Kunstwerke wurden ab dem 19. Juli 1937 in der „Ausstellung entartete Kunst“ in München gezeigt und anschließend teilweise ins Ausland verkauft oder zerstört. Einen Tag zuvor war in München das Haus der Deutschen Kunst eröffnet worden, um dem Volk die „Deutsche Kunst“ näherzubringen. Gute Kunst im Sinne der Nationalsozialisten wurde als „gesund“ und „artgemäß“ definiert. Blut und Boden, abgekürzt Blubo, war eine zentrale Losung des Nationalsozialismus, auch im gesamten Bereich der Kultur.
Im Zweiten Weltkrieg waren die mit dem Propagandaministerium verbundene Reichskulturkammer und ihre Einzelkammern neben der NS-Gemeinschaft Kraft durch Freude sowie der Abteilung Inland des Oberkommandos der Wehrmacht (OKW) auch für die Truppenbetreuung zuständig.

## Aufbau und Leitung

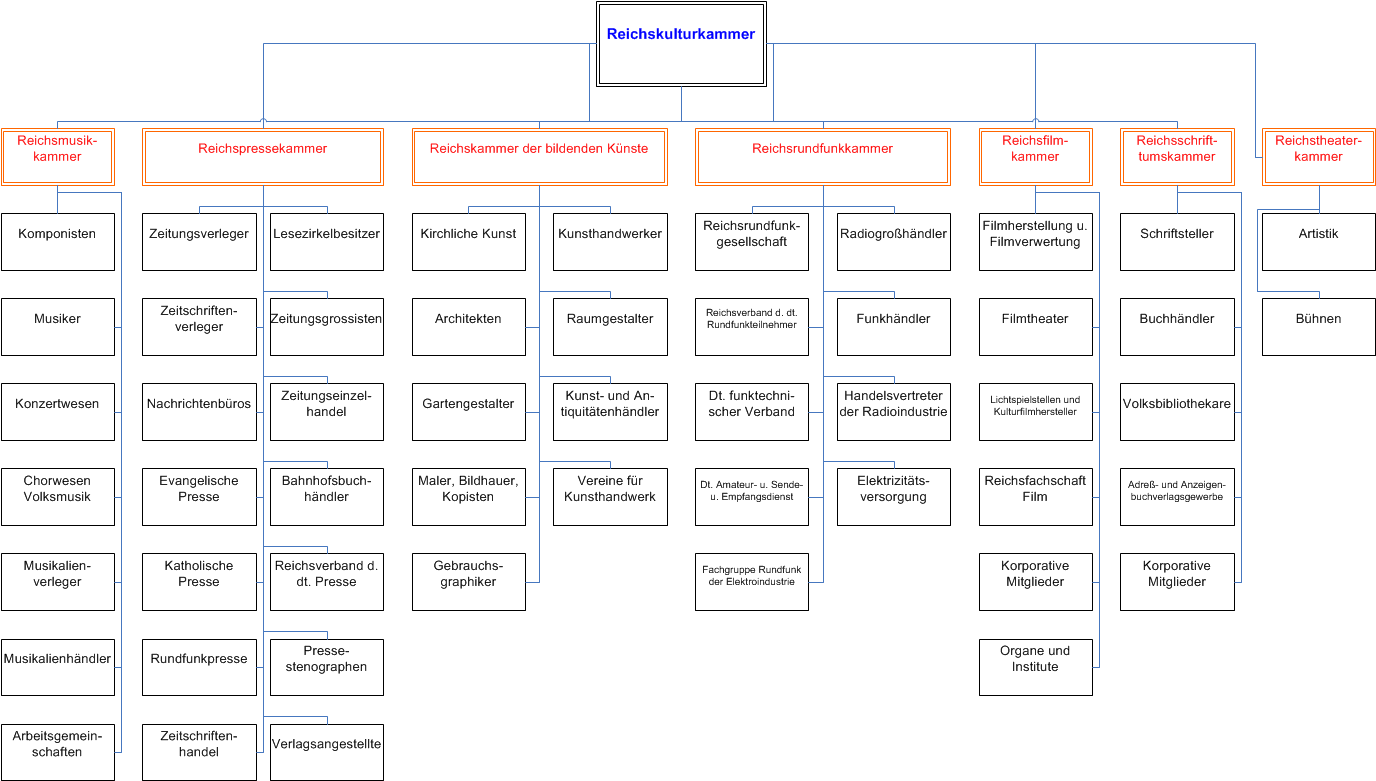
Organe der Reichskulturkammer (1937)

Den Vorsitz übernahm Goebbels selbst als Präsident. Die Reichskulturkammer untergliederte sich in sieben Einzelkammern:
- Reichsschrifttumskammer (Präsident seit 1933: Hans Friedrich Blunck, seit 1935: Hanns Johst)
- Reichsfilmkammer (Präsident: Fritz Scheuermann, ab 1935 Oswald Lehnich, ab 1939 Carl Froelich)
- Reichsmusikkammer (Präsident bis 1935: der Komponist Richard Strauss, später: Peter Raabe)
- Reichstheaterkammer (Präsident bis 1935: Otto Laubinger, ab 1935 Rainer Schlösser, ab 1938 Ludwig Körner, ab 1942 Paul Hartmann)
- Reichspressekammer (Präsident: Max Amann)
- Reichsrundfunkkammer (Präsident: Horst Dreßler-Andreß; Einzelkammer wurde 1939 aufgelöst)
- Reichskammer der bildenden Künste (Präsident seit 1933: Eugen Hönig, 1936 bis 1943: Adolf Ziegler, 1943 bis 1945: Wilhelm Kreis).

Vizepräsidenten der Reichskulturkammer waren Walther Funk, Leopold Gutterer, Karl Hanke und Werner Naumann. Sie machen auch die besonders enge Verflechtung mit dem Reichsministerium für Volksaufklärung und Propaganda erkennbar, denn alle Vizepräsidenten der RKK waren zugleich auch Staatssekretäre des Ministeriums.
Als Geschäftsführer der RKK fungierten unter anderem Hans Schmidt-Leonhardt, Franz Moraller und Hans Hinkel. Letzterer wurde von Goebbels mit dem Sonderauftrag zur „Entjudung des deutschen Kulturlebens“ berufen.

### Reichskultursenat
Goebbels verkündete am 15. November 1935 die Errichtung eines Reichskultursenats mit Personen, die sich um das kulturelle Leben besonders verdient gemacht hatten. Faktisch hatte dieser Senat lediglich repräsentative Eigenschaften. Qua Amt waren alle Kammerpräsidenten, die jeweiligen Präsidialräte, die Vizepräsidenten und die Geschäftsführer der Reichskulturkammer Mitglieder, die bis 1938 den Titel „Reichskulturwalter“ trugen. Dazu wurden prominente Künstler im Sinne des NS zu Kultursenatoren ernannt.

## Auflösung, Archiv und Akten
Mit dem Kontrollratsgesetz Nr. 2 (Auflösung und Liquidierung der Naziorganisationen) vom 10. Oktober 1945 wurde auch die Reichskulturkammer durch den Alliierten Kontrollrat verboten und ihr Eigentum beschlagnahmt. Archivmaterial der Reichskulturkammer wird heute vorwiegend vom Bundesarchiv verwaltet (Bestand R 56). Die Personenakten befinden sich im Berlin Document Center. Die Akten der Reichskammer der bildenden Künste – Landesleitung Berlin befinden sich im Landesarchiv Berlin (A Rep. 243-04).

## Zeitgenössische Publikationen
- Karl-Friedrich Schrieber: Die Reichskulturkammer. Junker und Dünnhaupt Verlag, Berlin 1934 (PDF-Datei vom Kunstverein in Hamburg)
- Hans Schmidt-Leonhardt: Die Reichskulturkammer. Berlin/Wien 1936.
- Hans Hinkel: Handbuch der Reichskulturkammer. Deutscher Verlag für Politik und Wirtschaft, Berlin 1937.
- Karl-Friedrich Schrieber u. a. (Hrsg.): Das Recht der Reichskulturkammer. Sammlung der für den Kulturstand geltenden Gesetze und Verordnungen, der amtlichen Anordnungen und Bekanntmachungen der Reichskulturkammer und ihrer Einzelkammern. 2 Bände. Verlag Walter de Gruyter & Co., Berlin 1943.